# ヌクヌク (トンガ)
ヌクヌク (英語:Nukunuku)はトンガ王国トンガタプ島の地方行政区分である。中心都市はヌクヌク。

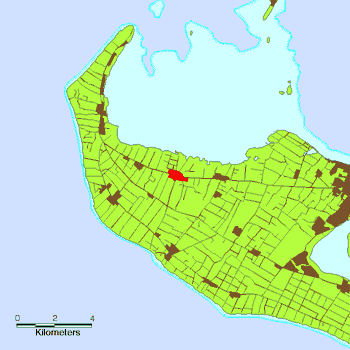
ヌクヌクの位置

 (画像はTauʻolunga氏により作成された)